# Yukiko Ebata
Yukiko Ebata (japanisch 江畑 幸子 Ebata Yukiko; * 7. November 1989 in Akita, Präfektur Akita) ist eine japanische Volleyballspielerin. Sie gewann bei den Olympischen Spielen 2012 die Bronzemedaille.

## Karriere
Ebata begann ihre Karriere an der angeschlossenen Oberschule der Seirei-Frauenkurzhochschule. 2008 kam sie zu ihrem heutigen Verein Hitachi Rivale. Zwei Jahre später wurde sie mit Hitachi Rivale Meister der zweiten japanischen Liga (V. League). 2010 debütierte sie außerdem in der japanischen Nationalmannschaft, mit der sie bei der Weltmeisterschaft den dritten Platz erreichte. 2011 wurde Ebata mit Japan Zweiter bei der Asienmeisterschaft. 2012 nahm sie an den Olympischen Spielen in London teil und gewann die Bronzemedaille.